# Bogusław Ziętek
Bogusław Ziętek (Zawiercie, 9 ottobre 1964) è un politico polacco, leader del Partito Polacco del Lavoro dal 2005 al 2017.
In occasione delle elezioni presidenziali del 2010 ha conseguito lo 0,2% dei voti.